# Phytomyza rufipes
Phytomyza rufipes este o specie de muște din genul Phytomyza, familia Agromyzidae, descrisă de Johann Wilhelm Meigen în anul 1830. Conform Catalogue of Life specia Phytomyza rufipes nu are subspecii cunoscute.